# Sıla Şahin
Ne doit pas être confondu avec Sıla ou Sıla Gençoğlu.
Sıla Şahin (née le 3 décembre 1985 à Berlin-Spandau) est une actrice allemande d'origine turque.

## Biographie
Sıla Şahin a joué ses premiers rôles dans le groupe théâtral de son école, puis a travaillé comme modèle. Elle a ensuite suivi une formation d'esthéticienne en même temps qu'elle fréquentait l'école d'art dramatique de Charlottenburg à Berlin. Par ailleurs elle a pris des cours de théâtre privés. À côté de sa formation artistique, elle a également suivi des cours de ballet et de chant. Elle s'est fait connaître en tenant le rôle principal dans la série télévisée de la chaîne commerciale RTL Au rythme de la vie (Gute Zeiten, schlechte Zeiten). Elle y a joué à partir de l'épisode 4328 (2009) le rôle d'Ayla Özgül. Auparavant, on l'avait vue entre autres dans le rôle épisodique d'Elif Kılıç dans la série de la ZDF Berlin Brigade Criminelle et dans le film de fiction primé Verfolgt (2006). Elle a participé aussi au film turc JanJan. Au Berliner PE-Ensemble elle a joué le rôle de Regine dans la pièce Les Revenants d'Ibsen. 
Elle s'est également impliquée dans l'organisation de défense des droits des animaux PETA. Avec son partenaire dans feuilleton  Au rythme de la vie, l'acteur Tayfun Baydar, elle a soutenu ainsi la campagne de PETA contre la vente et le commerce des animaux chez les éleveurs. Elle vit à Berlin-Charlottenburg et est mariée avec le gardien de but allemand Samuel Sahin-Radlinger (Hanovre 96).

## La page de couverture sur l'édition allemande dePlayboy
Şahin a posé nue pour l'édition allemande de Playboy de mai 2011, devenant ainsi la première femme germano-turque à paraître sur la couverture de ce magazine. Une telle action a profondément heurté certains membres rigoristes de sa famille, et des musulmans conservateurs ont eux aussi réagi de façon hostile dans des fils de discussion et des sites Internet, tandis que l'écrivain Asra Nomani, musulmane indo-américaine, a écrit sur la relation de la awra islamique avec Şahin, et avec d'autres femmes musulmanes y compris Nomani elle-même ; elle exprimait en conclusion l'espoir qu'on trouverait un juste milieu entre la tradition et l'évolution des mœurs.
Dans l'interview publiée dans le magazine, Şahin a expliqué son acte comme un geste de libération et l'a décrit comme une révolution à la manière de Che Guevara :
« Mon éducation a été conservatrice, on me disait toujours dit, tu ne dois pas sortir de la maison, tu ne dois pas avoir l'air si attirante, tu ne dois pas avoir d'amis masculins. Je respectais toujours ce que les hommes disaient. C'est pourquoi j'ai cultivé un tel désir de liberté. Je me sens comme Che Guevara. Je dois faire tout ce que je veux, sinon j'ai l'impression que je pourrais aussi bien être morte. »
Cependant Florian Boitin, rédacteur en chef de Playboy en allemand, assure que Sıla Şahin n'est pas musulmane.

## Liens internet
- « Sıla Şahin » (présentation), sur l'Internet Movie Database

## Source
- (de) Cet article est partiellement ou en totalité issu de l’article de Wikipédia en allemand intitulé « Sıla Şahin » (voir la liste des auteurs).